# Osttimoresisch-spanische Beziehungen
Die osttimoresisch-spanischen Beziehungen beschreiben das zwischenstaatliche Verhältnis von Osttimor und Spanien.

## Geschichte

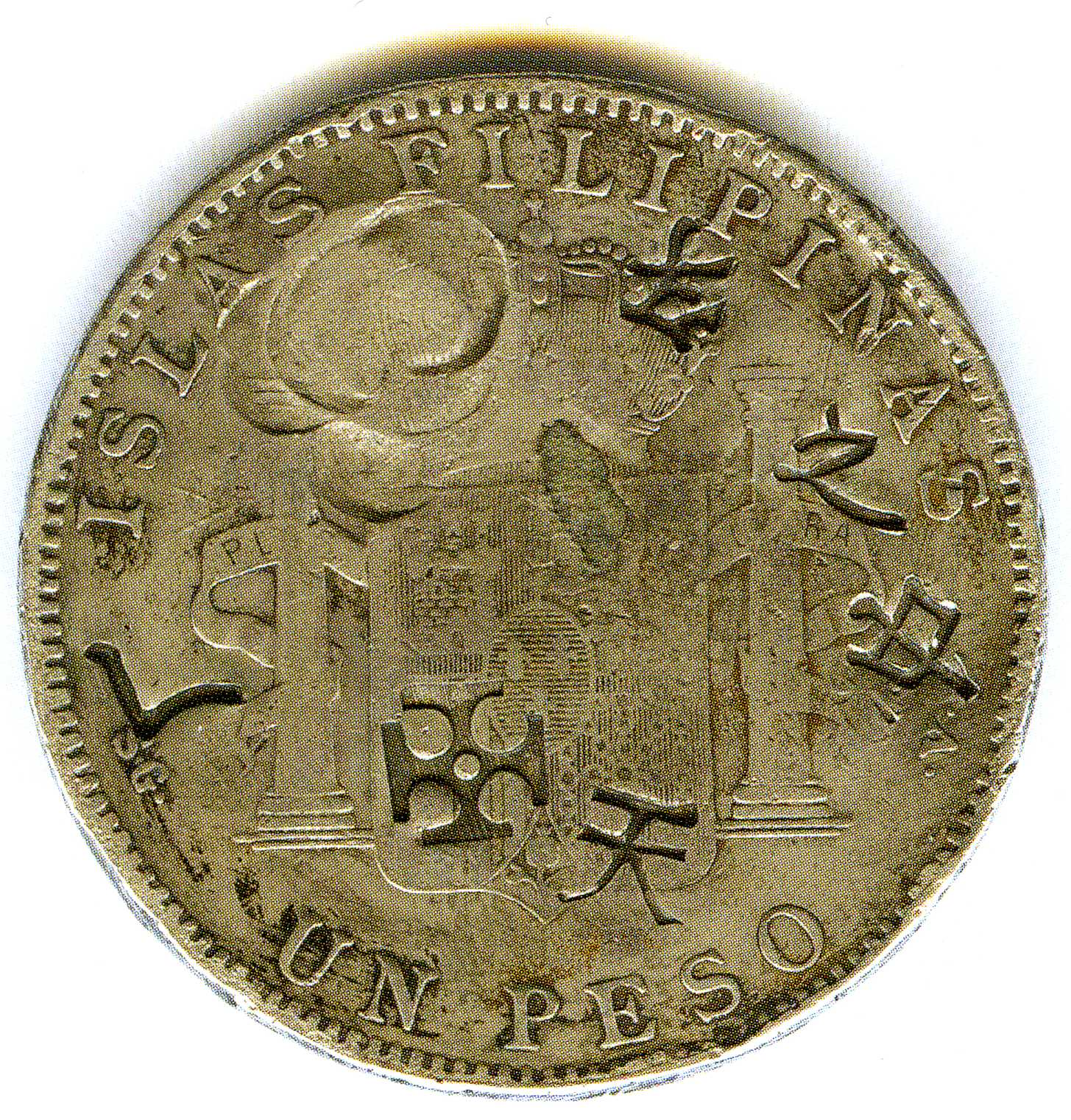
Spanisch-philippinische Münze von Timor mit chinesischen Einstanzungen

Die Portugiesen landeten erstmals 1515 auf Timor in der heutigen osttimoresischen Exklave Oe-Cusse Ambeno. Die erste genauere Beschreibung der Insel stammte aber erst aus dem Jahr 1522 von Antonio Pigafetta, der am 26. Januar an Bord des spanischen Schiffs Victoria nahe Batugade anlandete und für 18 Tage blieb.
Von 1580 bis 1640 war der spanische König in Personalunion König von Portugal und damit auch Herrscher über die portugiesischen Kolonie auf Timor, aus der später Osttimor hervorging.
Der Katalane und UN-Diplomat Francesc Vendrell hatte bei den Verhandlungen zwischen Indonesien und Portugal maßgeblichen Anteil beim Zustandekommen des Abkommens vom 5. Mai 1999, welches die Formalien für das Unabhängigkeitsreferendum in Osttimor 1999 regelte.
Osttimor und Spanien nahmen am 20. Mai 2002 diplomatische Beziehungen auf. Die Präsidentin des spanischen Senats Esperanza Aguirre führte die spanische und, weil Spanien damals die EU-Ratspräsidentschaft innehatte, die Delegation der Europäischen Union zu den Unabhängigkeitsfeiern Osttimors in Dili am selben Tag.
José Ramos-Horta, der damalige Außenminister Osttimors, reiste am 5. Juni 2002 nach Madrid, um am Treffen der Außenminister der Europäischen Union teilzunehmen. In Madrid traf sich Ramos-Horta mit dem spanischen Außenminister Josep Piqué. Am 25. Juli 2003 besuchte Ramón Gil-Casares, der spanische Staatssekretär für Außenangelegenheiten Osttimor und traf Premierminister Marí Alkatiri. Am 20. November 2007 traf José Ramos-Horta, nun Präsident Osttimors in Madrid den spanischen Außenminister Miguel Ángel Moratinos. Die beiden Politiker unterzeichneten ein gemeinsames Abkommen über die Beziehungen zwischen den beiden Ländern. Am 12. August 2008 besuchte der osttimoresische Außenminister Zacarias da Costa die Expo 2008 in Saragossa, anlässlich des „Osttimor-Tages“.
Zehn spanische Polizisten beteiligten sich bei der Integrierten Mission der Vereinten Nationen in Timor-Leste (UNMIT).
Von 2008 bis 2012 war der spanische Diplomat Juan Carlos Rey Salgado Delegationsleiter der Europäischen Union und Chef der Delegation in Osttimor.

## Diplomatie

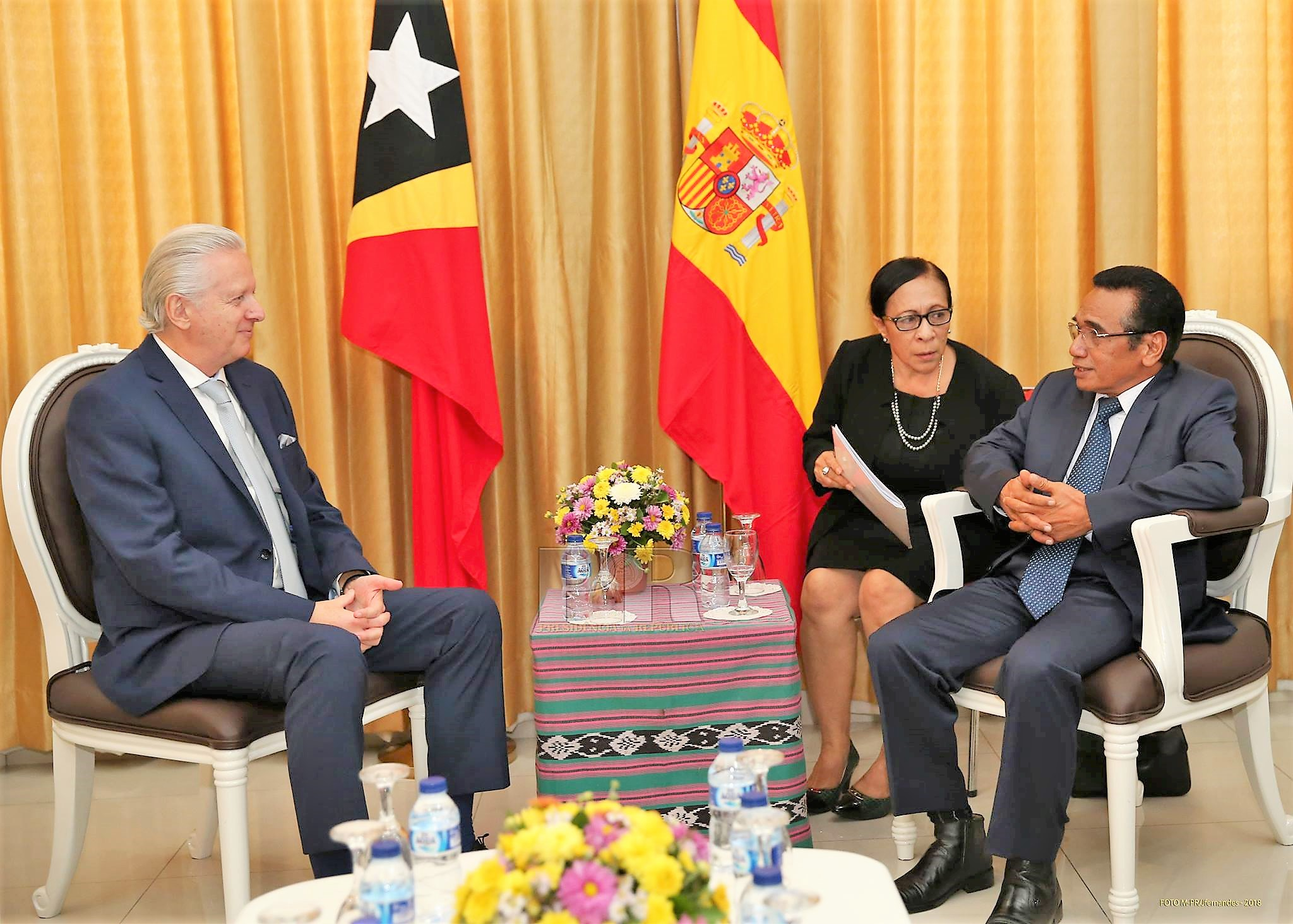
Der spanische Botschafter José Maria Matrés Manso und Osttimors Staatspräsident Francisco Guterres (2018)

Spanien wird in Osttimor durch seinen Botschafter im indonesischen Jakarta vertreten. Außerdem hat die Agencia Española de Cooperación Internacional para el Desarrollo (AECID) seit 2006 in Dili eine Vertretung und seit 2023 hat Spanien ein Honorarkonsulat in Dili.
Osttimor unterhält keine diplomatische Vertretung in Spanien. Zuständig ist der osttimoresische Botschafter in Lissabon.

## Wirtschaft

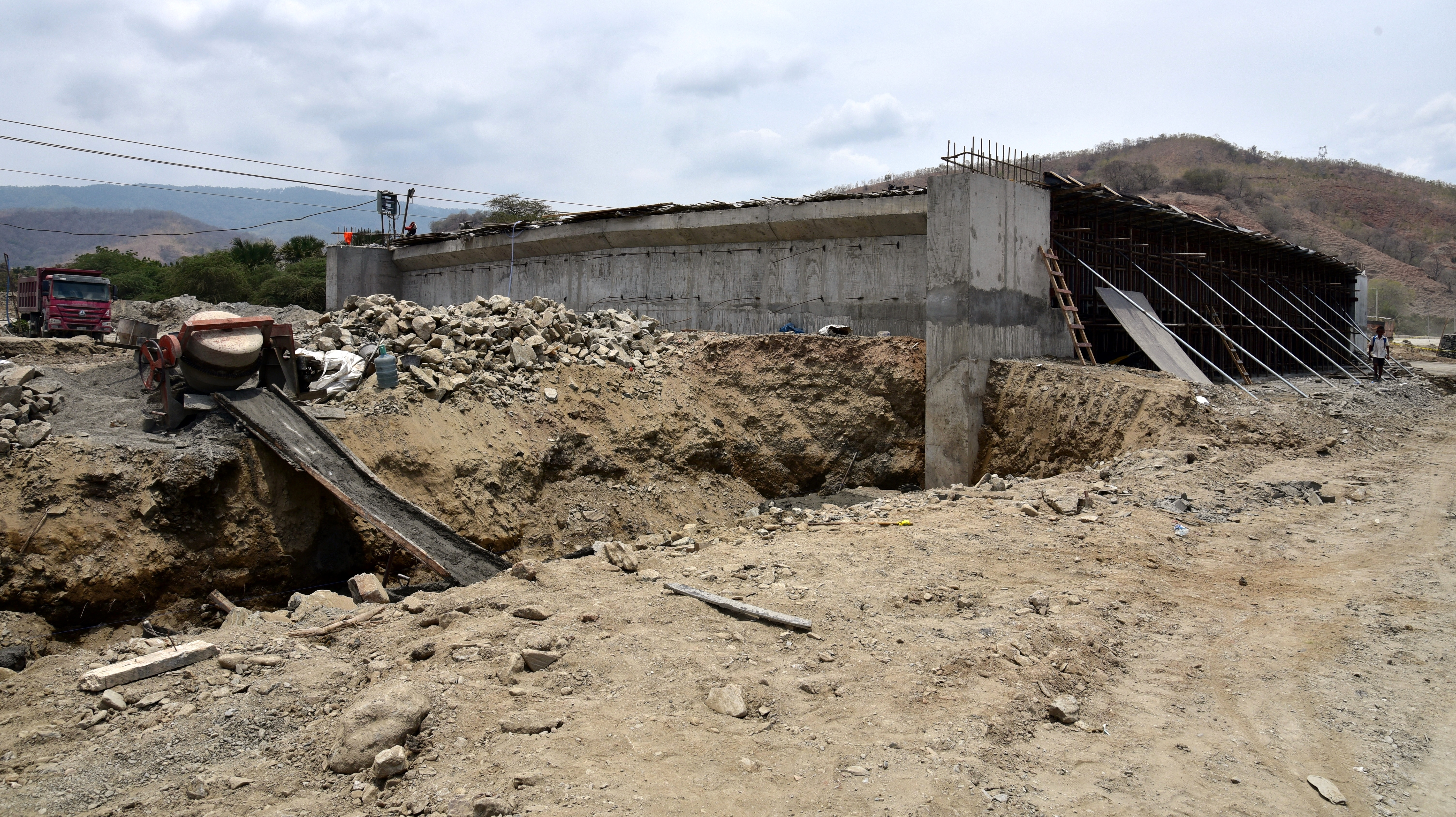
Bauarbeiten an der Straße von Dili nach Liquiçá (2018)

Im März 2013 erhielt die spanische San  José  constructora den Auftrag den 28,7 Kilometer langen Abschnitt der Straße von Dili über Tibar nach Vila de Liquiçá wiederherzurichten.
Laut dem Statistischen Amt Osttimors exportierte Spanien 2016 Handelsgüter im Wert von 134.000 US-Dollar nach Osttimor. Es lag damit auf Platz 36 der Rangliste der Importeure Osttimors. Reexporte von Osttimor nach Spanien hatten 2016 einen Wert von 25.000 US-Dollar. Das spanische Secretaría de Estado de Comercio registrierte 2016 Exporte nach Osttimor in Höhe von 87.550 € und Importe aus Osttimor im Wert von 12.300 €.
2018 registrierte das Statistischen Amt Osttimors aus Spanien den Import von vorgefertigten Hausbauteilen im Wert von 4.391 US-Dollar und von Fahrzeugteilen und -zubehör im Wert von 13 US-Dollar.

## Entwicklungshilfe
Von 2005 bis 2008 gehörte Osttimor zu den „Ländern der besonderen Aufmerksamkeit“ bei der spanischen Entwicklungshilfe. Von 2009 bis 2012 war es weiter ein Land mit fokussierter Beziehung. Ab 2013 hatte Osttimor keinen besonderen Status mehr. Die Entwicklungshilfe arbeitete ab 2008 in erster Linie im Bereich ländlicher Entwicklung, darunter Projekte wie die ländliche Entwicklung in Liquiçá, die Rehabilitation und Unterstützung für die Gründung einer technischen Schule für ländliche Entwicklung in der Region in Maliana und dem Kampf für integrale ländliche Entwicklung in Osttimor (LUPADE). Die AECID finanzierte Projekte und schloss Abkommen mit Nichtregierungsorganisationen für die ländliche Entwicklung und den Kampf gegen Hunger.

## Einreisebestimmungen
Staatsbürger Osttimors sind von der Visapflicht für die Schengenstaaten befreit. Auch spanische Staatsbürger genießen Visafreiheit in Osttimor. 2017 lebten 22 spanische Staatsbürger in Osttimor.